# Новиков, Геннадий Иванович
Геннадий Иванович Новиков (1915—1993) — советский лётчик бомбардировочной авиации на фронтах Великой Отечественной войны, Герой Советского Союза (27.06.1945). Гвардии майор.

## Биография
Родился 20 января 1915 года в городе Тайга (ныне — Кемеровская область). После окончания семилетней школы и школы фабрично-заводского ученичества работал помощником машиниста на железной дороге. Параллельно с работой занимался в Тайгинском аэроклубе.
В сентябре 1938 года призван на службу в Рабоче-крестьянскую Красную Армию. В 1940 году окончил Новосибирскую военную авиационную школу пилотов.
С октября 1942 года — на фронтах Великой Отечественной войны. Три раза был сбит, но успевал покидать самолёты до их падения, два раза получал тяжёлые ранения. 15 июня 1944 года, будучи сбитым, выпрыгнул с парашютом, но при приземлении сломал ногу и был взят в плен румынскими войсками. 29 августа того же года сумел бежать из лагеря и в сентябре того же года вернулся в свой полк.
К апрелю 1945 года гвардии капитан Геннадий Новиков командовал эскадрильей 82-го гвардейского бомбардировочного авиаполка 1-й гвардейской бомбардировочной авиадивизии 6-го гвардейского бомбардировочного авиакорпуса 2-й воздушной армии 1-го Украинского фронта. К тому времени он совершил 97 боевых вылетов, принял участие в 17 воздушных боях, лично сбив 3 вражеских самолёта.
Указом Президиума Верховного Совета СССР от 27 июня 1945 года за «образцовое выполнение боевых заданий командования на фронте борьбы с германским фашизмом и проявленные при этом отвагу и геройство» гвардии капитан Геннадий Новиков был удостоен высокого звания Героя Советского Союза с вручением ордена Ленина и медали «Золотая Звезда» за номером 7607.
В 1946 году в звании майора был уволен в запас. Проживал и работал сначала на родине, затем в Барнауле. В 1951 году окончил Томский электромеханический институт железнодорожного транспорта. Работал в локомотивном депо станции Топки Западно-Сибирской железной дороги (Кемеровская область), «вырос» до должности заместителя начальника депо, а затем стал и начальником депо. Позднее переведён в город Барнаул Алтайского края на должность заместителя начальника Алтайского отделения дороги.
Скончался 6 января 1993 года.

## Награды
- Герой Советского Союза
- Орден Ленина
- Орден Красного Знамени
- Орден Александра Невского
- Два ордена Отечественной войны 1-й степени
- Орден Красной Звезды
- Ряд медалей СССР
- Нагрудный знак Почётный железнодорожник[2]

## Память
- В честь Новикова назван электровоз локомотивного депо станции Барнаул[2].
- На здании Алтайского отделения Западно-Сибирской железной дороги в Барнауле установлена мемориальная доска (2007).
- Мемориальная доска установлена на доме, в котором Г. И. Новиков жил после войны в Барнауле (площадь Победы, дом 8).
- Имя Героя высечено на Мемориале Славы в Барнауле.